# NBLオールスターゲーム
NBLオールスターゲーム（NBL All-Star Game）は、ナショナル・バスケットボール・リーグ（NBL）が主催する東西対抗試合である。
第1回は2013年12月29日に大田区総合体育館で開催された。

## 主催
- ナショナル・バスケットボール・リーグ（NBL）、ナショナル・バスケットボール・デベロップメント・リーグ（NBDL）

## オールスターパートナー
- 2013-14 株式会社ビーアンドディー

## コンセプト
- ALL BASKETBALL. ～すべてのバスケットボールがツナガル～[1]

## 試合概要
NBLではファン投票などにより選出された10人からなる2チームによる東西対抗形式となる。チーム分けはイースタンカンファレンス対ウエスタンカンファレンス。
ファン投票は日本人選手5名（ポジションごとに1名）と外国籍選手2名を選出。残り3名はメディア・チーム推薦により選出される。投票はインターネット投票・ハガキ投票の2通りで行われる。締め切りは11月中旬頃まで（ハガキ投票は必着）。
勝利カンファレンスにはNBLファイナルにおける第1・3・5戦のホーム演出権が与えられる。
NBLオールスターとして最後となる2015-16は1カンファレンスに統合されたが、東西に分かれて川崎市とどろきアリーナにて開催。

## 内容
- My First Basketball
- 女子日本代表　車椅子バスケットボールエキシビジョンゲーム
- NBDL ALL-STAR GAME
- 3×3 UNPLUGGED
- 3Pシュートコンテスト
- スラムダンクコンテスト
- NBL ALL-STAR GAME

## 放送
J SPORTSで録画中継

## 過去の結果
| 年      | 月日           | 会場                   | 勝者 | スコア       | 敗者 | MVP                                  |
| ------- | -------------- | ---------------------- | ---- | ------------ | ---- | ------------------------------------ |
| 2013-14 | 2013年12月29日 | 大田区総合体育館       | WEST | 114-106      | EAST | マイケル・パーカー（和歌山）         |
| 2014-15 | 2015年1月17日  | 大田区総合体育館       | WEST | 127-112      | EAST | アマット・ウンバイ（三菱電機名古屋） |
| 2015-16 | 2016年1月17日  | 川崎市とどろきアリーナ | WEST | 152-145(WOT) | EAST | ダバンテ・ガードナー（西宮）         |